# Mirabella V
Die Mirabella V, nach einem Umbau des Hecks um ein Wasserflugzeug zu tragen frühestens 2009 und spätestens 2015 M5, ist die größte einmastige Segelyacht der Welt.
Das slupgetakelte Schiff – mit einer ursprünglichen Masthöhe von 91,44 m, bei einer Länge über alles von 75,20 m – wurde von Ron Holland konstruiert, ebenso stammt das Innendesign von seiner Firma. Die Einrichtung selbst wurde durch Struik & Hamerslag sowie Ashbourne Interiors ausgeführt. Auftraggeber dieser Super-Maxi-Yacht, die von der Werft von Vosper Thornycroft in Southampton (England) gebaut wurde, war der Multimillionär Joseph Vittoria (Avis Rent A Car). Bedingt durch die Höhe des Mastes kann die Mirabella V viele Häfen nicht anlaufen, da nahezu keine Brücke die notwendige Durchfahrtshöhe bietet. Auch Tiefgang und Länge bereiten der Yacht Probleme, da viele Marinas nicht für diese Schiffsgrößen ausgelegt sind. Eine Vorgabe des Eigners war, den Hafen von Palm Beach in Florida anlaufen zu können, was unter anderem dazu führte, dass die Yacht mit einem Hubkiel ausgestattet wurde, sodass der Tiefgang auf 4 m reduziert werden kann. Resultierend aus ihrer Länge kann das Schiff eine theoretische Rumpfgeschwindigkeit von über 20 Knoten erreichen.
Nach einer Havarie am 16. September 2004 bei Cap Ferrat vor der Südküste Frankreichs wurde die Maxi-Yacht in Portsmouth repariert und der Mast auf 88,50 Meter verkürzt, um die wirksamen Seitenkräfte zu verringern.
Reviere der Charter Yacht waren das Mittelmeer und die Karibik.
2012 oder 2013 wechselte der Eigner von Vittoria zu Rodney Ray Lewis, CEO von Lewis Energy, einer Öl- und Gas-Bohrfirma in Texas, USA.
Die Modernisierung der Takelage – Kohlenstofffaser-Epoxidharz-Stränge ersetzten Stahlseile, Beschläge aus Titan werden eingebaut, Röhren der drei Segelrollanlagen aus Aluminium werden durch solche aus kohlenstofffaserverstärktem Kunststoff ersetzt – das spart 14 t Masse ein. Das Heck wird zur Aufnahme eines Wasserflugzeugs umgebaut, die Inneneinrichtung wird erneuert. Das Schiff wird auf M5 umbenannt.
Dafür erfolgte Ende April 2012 die Abnahme des 43 t schweren Masts.
Im Oktober 2017 befand sich die Yacht auf einer Reise um die Welt und lag wegen Wartungsarbeiten im Hafen von Kapstadt.